# Mercedes-Benz L 311
Der Mercedes-Benz L 311 ist ein Lastkraftwagen von Mercedes-Benz, der ab der zweiten Jahreshälfte 1949 im Mercedes-Benz-Werk Mannheim gebaut wurde. 1949 wurden die Fahrzeuge als L 3250 bezeichnet, was der Nutzlast in kg entspricht. Von 1950 bis 1955 hießen sie nach Erhöhung der Nutzlast L 3500. Im Jahr 1955 änderte sich der Name erneut, die Fahrzeuge wurden von da an als L 311 bezeichnet. Da die Lkw häufig überladen wurden, bot Mercedes-Benz ab 1953 ein dem L 311 ähnliches Modell mit größerer Nutzlast unter dem Namen L 312 an. Der L 311 wurde als Haubenlenkerlastkraftwagen mit Pritsche und als Kipper gebaut, die Pritschenausführung wurde darüber hinaus auch als Allradvariante LA 311 gebaut. Auch das Segment der in den 1950er-Jahren aufkommenden Frontlenker bediente Mercedes-Benz ab 1954 mit dem Frontlenkerfahrgestell LP 311, das von externen Herstellern mit einem Fahrerhaus und Aufbau ausgestattet wurde. Die Produktion des Frontlenkerfahrgestells endete in Mannheim im Januar 1961, die Hauber wurden noch bis Mai 1961 gebaut. Insgesamt entstanden rund 55.000 Fahrzeuge, 3000 davon mit Allradantrieb. Wegen ihrer Motorleistung von anfangs 90 PS (66 kW) waren L 311 und L 312 zu ihrer Zeit als „90er Mercedes“ bekannt. Das Modell war vor dem Magirus-Deutz „Sirius“ einer der in Deutschland meistverkauften Lkw der leichten Gewichtsklasse in der damaligen Zeit. 

## Modellvarianten

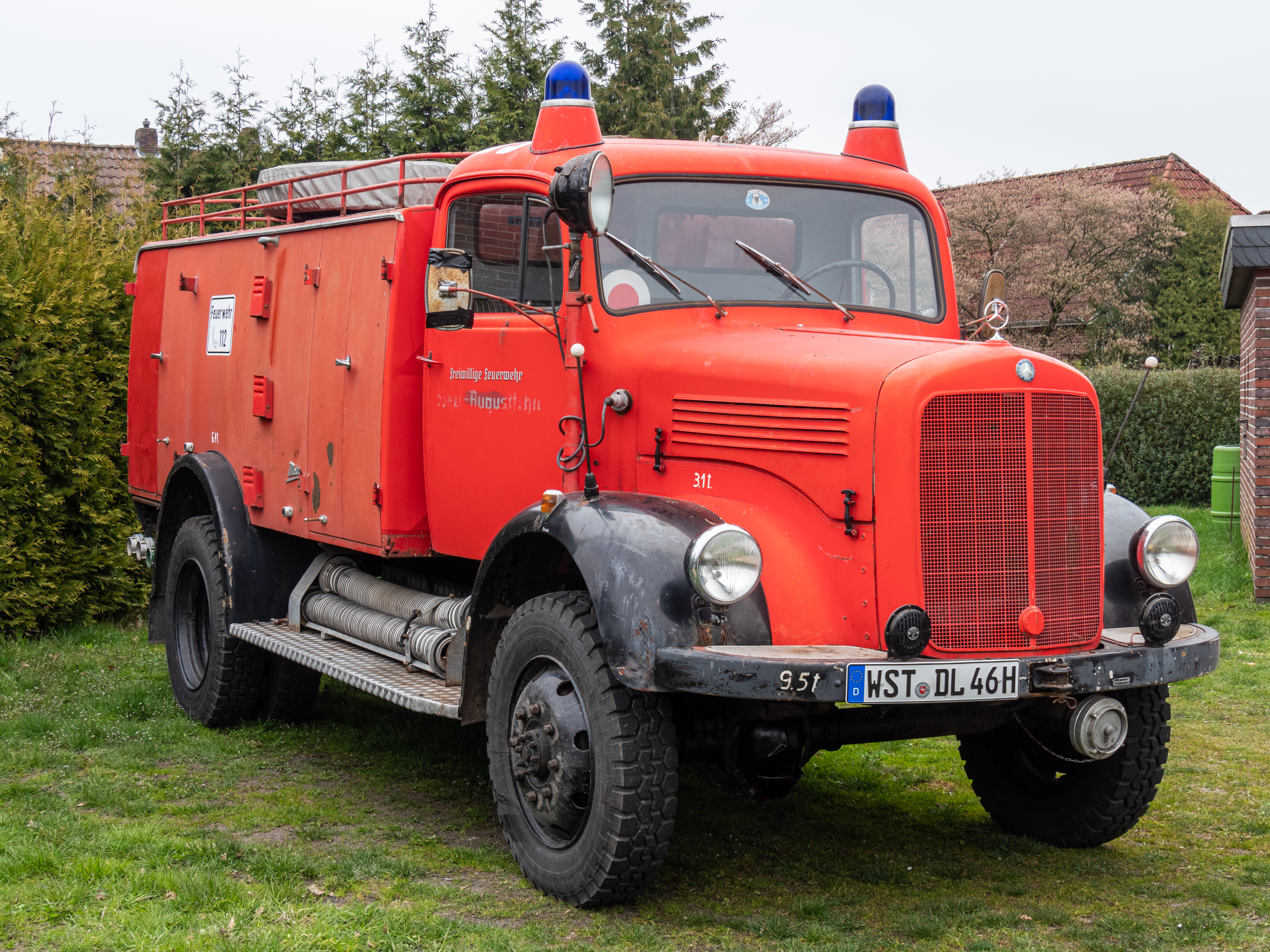
Mercedes-Benz L 311 Löschgruppenfahrzeug

- L 311: Basismodell, Hauber, Hinterradantrieb, Pritsche
- LK 311: Hauber, Hinterradantrieb, Kipper
- LA 311: Hauber, Allradantrieb, Pritsche
- LP 311: Frontlenkerfahrgestell, Hinterradantrieb

## Technik

### Fahrwerk und Getriebe
Der Mercedes-Benz L 311 hat einen modularen Leiterrahmen für die Radstände 3600, 4200 und 4830 mm sowie vorn und hinten Starrachsen an je zwei halbelliptischen Blattfedern. Zusätzlich sind an der Vorderachse Teleskop- oder Hebelstoßdämpfer und an der Hinterachse zwei progressiv wirkende Zusatzfedern eingebaut. Die Reifen der Größe 7,55–20 sind auf geteilte Schrägschulterfelgen der Größe 6,5-20 aufgezogen. An der Hinterachse ist der Wagen zwillingsbereift. An allen Rädern gibt es hydraulisch betätigte Innenbacken-Trommelbremsen, die auf Wunsch auch Druckluftunterstützung (Bremsservo) hatten. Die Fahrzeuge, die sowohl als Rechts- wie als Linkslenker lieferbar waren, haben eine Kugelumlauflenkung mit ungeteilter Spurstange von Mercedes-Benz. Bei den noch als L 3500 bezeichneten Fahrzeugen hingegen ist es eine ZF-Rosslenkung des Typs 704.
Vom Motor wird die Kraft über eine Einscheibentrockenkupplung des Typs Fichtel & Sachs H32 auf das Getriebe übertragen. Das Getriebe, eine Eigenentwicklung von Mercedes-Benz, ist standardmäßig ein Klauengetriebe, auf Wunsch war aber auch ein vollsynchronisiertes Fünfganggetriebe mit Kugelschaltung verfügbar. Vom Getriebe wird die Antriebskraft auf das Kegelrad-Differenzial an der Hinterachse übertragen; allradgetriebene Fahrzeuge haben zusätzlich ein Verteilergetriebe und eine Geländeuntersetzung. Eine Differenzialsperre gab es weder für Hinterachse noch für Vorderachse.

### Motor
Der Motor ist in allen Fahrzeugen der Mercedes-Benz OM 312, ein stehender Reihen-Sechszylinder-Viertakt-Dieselmotor mit zwei Ventilen, Vorkammereinspritzung und Wasserkühlung. Der Zylinderblock aus nickellegiertem Gusseisen und das geteilte Kurbelgehäuse sind aus einem Guss. Bei einer Zylinderbohrung von 90 mm und einem Kolbenhub von 120 mm hat der Motor einen Gesamthubraum von 4580 cm³. In den Zylindern laufen geschmiedete Kolben aus Leichtmetall von Mahle mit jeweils vier Kompressionsringen und zwei Ölabstreifringen. Die Kraft wird über schräggeteilte Pleuel auf eine geschmiedete und an den Lagerstellen gehärtete, siebenfach gelagerte Kurbelwelle übertragen. Pleuel und Kurbelwelle haben Bleibronze-Gleitlager mit Stahlstützschalen. Die Kurbelwelle ist mit sechs Gegengewichten und einem Schwingungsdämpfer versehen.
Im Kurbelgehäuse läuft eine vierfach in Gleitlagern gelagerte Nockenwelle, die über schrägverzahnte Stirnräder angetrieben wird. Sie betätigt über Stößel, Stoßstangen und Kipphebel die senkrecht hängenden Ventile. Jeder Zylinder hat ein Ein- und ein Auslassventil. Der alle Zylinder abdeckende Zylinderkopf aus Gusseisen ist abnehmbar und hat eine Asbestdichtung.
Die Druckumlaufschmierung arbeitet mit Zahnradölpumpe und einem Ölfilter im Hauptstrom. Das Öl wird von einem Ölkühler mit Temperaturregler gekühlt. Die Kraftstoffpumpe an der Einspritzpumpe fördert den Kraftstoff aus dem Tank durch einen Filzrohrfilter zur Einspritzpumpe des Typs Bosch PES 6 A70 B 410 RS 64/7, die ihn über Einspritzdüsen des Typs Bosch DNO SD 211 in die Vorkammern einspritzt. Die Einspritzpumpe hat einen Fliehkraftregler. Die Luft wird vor dem Kühler angesaugt und mit einem Ölbadluftfilter gereinigt, der auch das Ansauggeräusch des Motors dämpft. Gekühlt wird der Motor mit einem Röhrenkühler, dessen warme Abluft ein Ventilator fortbläst.
Der Motor leistete zunächst 90 PS (66 kW) bei 2800 min−1 und gab ein maximales Drehmoment von 265 Nm bei 1600 min−1 ab. 1956 wurden Verdichtung und Drehzahl erhöht, die Steuerzeiten geändert und so die Leistung auf 100 PS (74 kW) bei 3000 min−1 gesteigert.

## Technische Daten 1959
|                                          | L 311 | L 311 | L 311 | LK 311 | LP 311 | LP 311 | LP 311 | LA 311 |
| Abmessungen und Gewichte                 | | | | | | | | |
| Radstand (mm)                            | 3600 | 4200 | 4830 | 3600 | 3600 | 4200 | 4830 | 4200 |
| Länge (mm)                               | 6565 | 7265 | 8265 | 6185 | 6500 | 7435 | 8730 | 7265 |
| Breite (mm)                              | 2280 | 2280 | 2280 | 2280 | 2230 | 2230 | 2230 | 2300 |
| Höhe (mm)                                | 2295 [2310] | 2295 [2310] | 2295 [2310] | 2295 [2310] | Abhängig vom Aufbau | Abhängig vom Aufbau | Abhängig vom Aufbau | [2420] |
| Spurweite vorne (mm)                     | 1700 | 1700 | 1700 | 1700 | 1700 | 1700 | 1700 | 1820 |
| Spurweite hinten (mm)                    | 1700 | 1700 | 1700 | 1700 | 1700 | 1700 | 1700 | 1700 |
| Bodenfreiheit (mm)                       | 240 [255] | 240 [255] | 240 [255] | 240 [255] | 240 [255] | 240 [255] | 240 [255] | 235 |
| Wendekreisdurchmesser (m)                | 14,5 | 16,6 | 18,5 | 14,5 | Abhängig vom Aufbau | Abhängig vom Aufbau | Abhängig vom Aufbau | 18,5 |
| Leergewicht* (kg)                        | 3080 [3150] | 3180 [3250] | 3405 [3475] | 3480 [3550] | Abhängig vom Aufbau | Abhängig vom Aufbau | Abhängig vom Aufbau | [3550] |
| Nutzlast (kg)                            | 3600 [3850] | 3760 [3750] | 3300 [3150] | 3320 [3450] | Abhängig vom Aufbau | Abhängig vom Aufbau | Abhängig vom Aufbau | [3550] |
| Maximal zulässige Gesamtmasse (kg)       | 7000 | 7000 | 7000 | 7000 | 7000 | 7000 | 7000 | 7100 |
| Antriebsstrang                           | | | | | | | | |
| Kupplung                                 | Fichtel & Sachs H32 | Fichtel & Sachs H32 | Fichtel & Sachs H32 | Fichtel & Sachs H32 | Fichtel & Sachs H32 | Fichtel & Sachs H32 | Fichtel & Sachs H32 | Fichtel & Sachs H32 |
| Getriebe                                 | Mercedes-Benz-Fünfganggetriebe                                                                                                 | Mercedes-Benz-Fünfganggetriebe                                                                                                 | Mercedes-Benz-Fünfganggetriebe                                                                                                 | Mercedes-Benz-Fünfganggetriebe                                                                                                 | Mercedes-Benz-Fünfganggetriebe                                                                                                 | Mercedes-Benz-Fünfganggetriebe                                                                                                 | Mercedes-Benz-Fünfganggetriebe                                                                                                 | Mercedes-Benz-Fünfganggetriebe                                                                                                 |
| Getriebeübersetzungen                    | 1. Gang: 7,37 {8,02} 2. Gang: 4,23 {4,785} 3. Gang: 2,49 {2,736} 4. Gang: 1,56 {1,663} 5. Gang: 1,0 {1,0} R. Gang: 7,15 {8,29} | 1. Gang: 7,37 {8,02} 2. Gang: 4,23 {4,785} 3. Gang: 2,49 {2,736} 4. Gang: 1,56 {1,663} 5. Gang: 1,0 {1,0} R. Gang: 7,15 {8,29} | 1. Gang: 7,37 {8,02} 2. Gang: 4,23 {4,785} 3. Gang: 2,49 {2,736} 4. Gang: 1,56 {1,663} 5. Gang: 1,0 {1,0} R. Gang: 7,15 {8,29} | 1. Gang: 7,37 {8,02} 2. Gang: 4,23 {4,785} 3. Gang: 2,49 {2,736} 4. Gang: 1,56 {1,663} 5. Gang: 1,0 {1,0} R. Gang: 7,15 {8,29} | 1. Gang: 7,37 {8,02} 2. Gang: 4,23 {4,785} 3. Gang: 2,49 {2,736} 4. Gang: 1,56 {1,663} 5. Gang: 1,0 {1,0} R. Gang: 7,15 {8,29} | 1. Gang: 7,37 {8,02} 2. Gang: 4,23 {4,785} 3. Gang: 2,49 {2,736} 4. Gang: 1,56 {1,663} 5. Gang: 1,0 {1,0} R. Gang: 7,15 {8,29} | 1. Gang: 7,37 {8,02} 2. Gang: 4,23 {4,785} 3. Gang: 2,49 {2,736} 4. Gang: 1,56 {1,663} 5. Gang: 1,0 {1,0} R. Gang: 7,15 {8,29} | 1. Gang: 7,37 {8,02} 2. Gang: 4,23 {4,785} 3. Gang: 2,49 {2,736} 4. Gang: 1,56 {1,663} 5. Gang: 1,0 {1,0} R. Gang: 7,15 {8,29} |
| Übersetzung vom Getriebe zur Hinterachse | 5,72 | 5,72 | 5,72 | 5,72 | 5,72 | 5,72 | 5,72 | 5,72 |
| Höchstgeschwindigkeit                    | 88 km/h [92 km/h] | 88 km/h [92 km/h] | 88 km/h [92 km/h] | 88 km/h [92 km/h] | 88 km/h [92 km/h] | 88 km/h [92 km/h] | 88 km/h [92 km/h] | [82 km/h] |
| Motor                                    | | | | | | | | |
| Typ                                      | Reihen-Sechszylinder-Viertakt-Zweiventil-Vorkammer-Dieselmotor                                                                 | Reihen-Sechszylinder-Viertakt-Zweiventil-Vorkammer-Dieselmotor                                                                 | Reihen-Sechszylinder-Viertakt-Zweiventil-Vorkammer-Dieselmotor                                                                 | Reihen-Sechszylinder-Viertakt-Zweiventil-Vorkammer-Dieselmotor                                                                 | Reihen-Sechszylinder-Viertakt-Zweiventil-Vorkammer-Dieselmotor                                                                 | Reihen-Sechszylinder-Viertakt-Zweiventil-Vorkammer-Dieselmotor                                                                 | Reihen-Sechszylinder-Viertakt-Zweiventil-Vorkammer-Dieselmotor                                                                 | Reihen-Sechszylinder-Viertakt-Zweiventil-Vorkammer-Dieselmotor                                                                 |
| Motorbezeichnung                         | Mercedes-Benz OM 312 | Mercedes-Benz OM 312 | Mercedes-Benz OM 312 | Mercedes-Benz OM 312 | Mercedes-Benz OM 312 | Mercedes-Benz OM 312 | Mercedes-Benz OM 312 | Mercedes-Benz OM 312 |
| Kühlung                                  | Wasserkühlung | Wasserkühlung | Wasserkühlung | Wasserkühlung | Wasserkühlung | Wasserkühlung | Wasserkühlung | Wasserkühlung |
| Bohrung ×Hub                             | 90 × 120 mm | 90 × 120 mm | 90 × 120 mm | 90 × 120 mm | 90 × 120 mm | 90 × 120 mm | 90 × 120 mm | 90 × 120 mm |
| Hubraum                                  | 4580 cm³ | 4580 cm³ | 4580 cm³ | 4580 cm³ | 4580 cm³ | 4580 cm³ | 4580 cm³ | 4580 cm³ |
| Nennleistung                             | 74 kW (100 DIN-PS nach DIN 70020) bei 3000 min−1                                                                               | 74 kW (100 DIN-PS nach DIN 70020) bei 3000 min−1                                                                               | 74 kW (100 DIN-PS nach DIN 70020) bei 3000 min−1                                                                               | 74 kW (100 DIN-PS nach DIN 70020) bei 3000 min−1                                                                               | 74 kW (100 DIN-PS nach DIN 70020) bei 3000 min−1                                                                               | 74 kW (100 DIN-PS nach DIN 70020) bei 3000 min−1                                                                               | 74 kW (100 DIN-PS nach DIN 70020) bei 3000 min−1                                                                               | 74 kW (100 DIN-PS nach DIN 70020) bei 3000 min−1                                                                               |
| Maximales Drehmoment                     | 265 Nm (27 kpm) bei 1600 min−1                                                                                                 | 265 Nm (27 kpm) bei 1600 min−1                                                                                                 | 265 Nm (27 kpm) bei 1600 min−1                                                                                                 | 265 Nm (27 kpm) bei 1600 min−1                                                                                                 | 265 Nm (27 kpm) bei 1600 min−1                                                                                                 | 265 Nm (27 kpm) bei 1600 min−1                                                                                                 | 265 Nm (27 kpm) bei 1600 min−1                                                                                                 | 265 Nm (27 kpm) bei 1600 min−1                                                                                                 |
| Verdichtungsverhältnis                   | 19,8:1 | 19,8:1 | 19,8:1 | 19,8:1 | 19,8:1 | 19,8:1 | 19,8:1 | 19,8:1 |
| Zündfolge                                | 1-5-3-6-2-4 | 1-5-3-6-2-4 | 1-5-3-6-2-4 | 1-5-3-6-2-4 | 1-5-3-6-2-4 | 1-5-3-6-2-4 | 1-5-3-6-2-4 | 1-5-3-6-2-4 |
| Einlassventil öffnet                     | 29 ° vor oberem Totpunkt | 29 ° vor oberem Totpunkt | 29 ° vor oberem Totpunkt | 29 ° vor oberem Totpunkt | 29 ° vor oberem Totpunkt | 29 ° vor oberem Totpunkt | 29 ° vor oberem Totpunkt | 29 ° vor oberem Totpunkt |
| Einlassventil schließt                   | 55,9 ° nach unterem Totpunkt                                                                                                   | 55,9 ° nach unterem Totpunkt                                                                                                   | 55,9 ° nach unterem Totpunkt                                                                                                   | 55,9 ° nach unterem Totpunkt                                                                                                   | 55,9 ° nach unterem Totpunkt                                                                                                   | 55,9 ° nach unterem Totpunkt                                                                                                   | 55,9 ° nach unterem Totpunkt                                                                                                   | 55,9 ° nach unterem Totpunkt                                                                                                   |
| Auslassventil öffnet                     | 57,4 ° vor unterem Totpunkt | 57,4 ° vor unterem Totpunkt | 57,4 ° vor unterem Totpunkt | 57,4 ° vor unterem Totpunkt | 57,4 ° vor unterem Totpunkt | 57,4 ° vor unterem Totpunkt | 57,4 ° vor unterem Totpunkt | 57,4 ° vor unterem Totpunkt |
| Auslassventil schließt                   | 24,3 ° nach oberem Totpunkt | 24,3 ° nach oberem Totpunkt | 24,3 ° nach oberem Totpunkt | 24,3 ° nach oberem Totpunkt | 24,3 ° nach oberem Totpunkt | 24,3 ° nach oberem Totpunkt | 24,3 ° nach oberem Totpunkt | 24,3 ° nach oberem Totpunkt |
| Motormasse                               | 382 kg | 382 kg | 382 kg | 382 kg | 382 kg | 382 kg | 382 kg | 382 kg |
| Glühkerze                                | Bosch KE/GA 1/8/Beru 214 Ge (36 W)                                                                                             | Bosch KE/GA 1/8/Beru 214 Ge (36 W)                                                                                             | Bosch KE/GA 1/8/Beru 214 Ge (36 W)                                                                                             | Bosch KE/GA 1/8/Beru 214 Ge (36 W)                                                                                             | Bosch KE/GA 1/8/Beru 214 Ge (36 W)                                                                                             | Bosch KE/GA 1/8/Beru 214 Ge (36 W)                                                                                             | Bosch KE/GA 1/8/Beru 214 Ge (36 W)                                                                                             | Bosch KE/GA 1/8/Beru 214 Ge (36 W)                                                                                             |
| Kraftstoffverbrauch nach DIN 70030       | 14,4 l / 100 km | 14,4 l / 100 km | 14,4 l / 100 km | 14,4 l / 100 km | 14,4 l / 100 km | 14,4 l / 100 km | 14,4 l / 100 km | 15,9 l / 100 km |
| Ölverbrauch                              | 200 ml / 100 km | 200 ml / 100 km | 200 ml / 100 km | 200 ml / 100 km | 200 ml / 100 km | 200 ml / 100 km | 200 ml / 100 km | 200 ml / 100 km |

* Mit Bremsservo steigt das Gewicht um 60 kg, mit Synchrongetriebe um weitere 30 kg

Gewichte in eckigen [ ] Klammern: Mit verstärkten Reifen

Werte in geschweiften { } Klammern: Synchronisiertes Getriebe